# Roldán Rodríguez
Roldán Rodríguez Iglesias (Valladolid, 9 de novembro de 1984) é um automobilista espanhol, que disputou a temporada 2007 de GP2 pela Minardi Piquet Sports team.